# 11 août 1970
Le mardi 11 août 1970 est le 223e jour de l'année 1970.

## Naissances
- Aaron Lawrence, joueur de football jamaïcain
- Ali Shaheed Muhammad, rappeur et producteur américain
- Andy Bell, bassiste gallois
- Daniella Perez (morte le 28 décembre 1992), actrice brésilienne
- Gianluca Pessotto, footballeur italien
- Jorge Luis Campos, footballeur paraguayen
- Marco Amenta, cinéaste italien
- Paul Durousseau, tueur en série américain
- Rui Evora Alves, joueur de football mozambicain

## Décès
- Charles du Souich (né le 7 mai 1890), joueur français de rugby à XV
- João Fahrion (né le 4 octobre 1898), peintre, illustrateur, graveur et professeur brésilien
- Maurice Frère (né le 8 août 1890), ingénieur et financier belge
- Otto Peltzer (né le 8 mars 1900), athlète allemand, spécialiste du demi-fond